# Sofie Krehl
Sofie Krehl (22 september 1995) is een Duitse langlaufster. Ze vertegenwoordigde haar vaderland op de Olympische Winterspelen 2022 in Peking.

## Carrière
Bij haar wereldbekerdebuut, in december 2016 in Davos, scoorde Krehl direct wereldbekerpunten. Op de wereldkampioenschappen langlaufen 2017 in Lahti eindigde ze als vijftiende op de 15 kilometer skiatlon en als zeventiende op de sprint. In Seefeld nam de Duitse deel aan de wereldkampioenschappen langlaufen 2019. Op dit toernooi eindigde ze als 25e op de 15 kilometer skiatlon en als 28e op de sprint. In februari 2021 behaalde Krehl in Ulricehamn haar eerste toptienklassering in een wereldbekerwedstrijd. Op de wereldkampioenschappen langlaufen 2021 in Oberstdorf eindigde ze als 22e op de 30 kilometer klassieke stijl en als 23e op de sprint, op de teamsprint eindigde ze samen met Victoria Carl op de negende plaats. Tijdens de Olympische Winterspelen van 2022 in Peking eindigde de Duitse als elfde op de sprint en als zeventiende op de 15 kilometer skiatlon, samen met Katherine Sauerbrey, Katharina Hennig en Victoria Carl veroverde ze de zilveren medaille op de 4×5 kilometer estafette.

## Resultaten

### Olympische Winterspelen
| Jaar | Plaats | Resultaten                                                       |
| ---- | ------ | ---------------------------------------------------------------- |
| 2022 | Peking | 11e Sprint (vrije stijl) · 17e 15 km skiatlon · 4×5 km estafette |

### Wereldkampioenschappen
| Jaar | Plaats     | Resultaten                                                                         |
| ---- | ---------- | ---------------------------------------------------------------------------------- |
| 2017 | Lahti      | 17e Sprint (vrije stijl) 15e 15 km skiatlon                                        |
| 2019 | Seefeld    | 28e Sprint (vrije stijl) 25e 15 km skiatlon                                        |
| 2021 | Oberstdorf | 23e Sprint (klassieke stijl) 22e 30 km klassieke stijl 9e Teamsprint (vrije stijl) |

### Wereldbeker
| Legenda | Legenda            |
| ------- | ------------------ |
| TdS     | Tour de Ski        |
| NO      | Nordic Opening     |
| LT      | Lillehammer Triple |
| RT      | Ruka Triple        |
| WBF     | Wereldbekerfinale  |
| STC     | Ski Tour Canada    |
| ST      | Ski Tour           |

Eindklasseringen
| Seizoen   | Algm | DI  | SP  | TdS |
| --------- | ---- | --- | --- | --- |
| 2016/2017 | 72e  | 64e | 62e | –   |
| 2017/2018 | –    | –   | –   | –   |
| 2018/2019 | 88e  | –   | 55e | –   |
| 2019/2020 | 57e  | 57e | 40e | –   |
| 2020/2021 | 51e  | 61e | 23e | –   |
| 2021/2022 |      |     |     | 26e |